# 25-та загальновійськова армія (РФ)
25-та загальновійськова армія — військове об'єднання Збройних сил Російської Федерації (загальновійськова армія), створене у 2023 році для агресії проти України. Входить у склад Центрального військового округу. Із вересня 2023 року частини армії беруть участь у бойових діях. 

## Історія
У ході повномасштабного вторгнення до України російське керівництво почало збільшення чисельності своїх збройних сил і в тому числі ухвалило рішення сформувати низку нових військових частин та об'єднань. Зокрема, навесні 2023 року на території Центрального військового округу почалося формування 25-ї загальновійськової армії (на Далекому Сході йшло активне вербування на службу в цю армію). Вперше про формування 25-ї армії повідомила британська військова розвідка на початку серпня 2023 року. 
У вересні 2023 року через великі втрати та брак резервів російське командування перекинуло 25-ту армію на фронт так і не завершивши до кінця її формування. 67-ма мотострілецька дивізія і 164-та окрема мотострілецька бригада були перекинуті в район на захід від Сєверодонецька і Кремінної. 
1 жовтня 2023 року начальник пресслужби Східного угруповання військ Ілля Євлаш повідомив про те що 25-та армія вже повністю укомплектована особовим складом і налічує 17 тисяч бійців.

## Склад
- 67-ма мотострілецька дивізія (31-й, 36-й і 37-й мотострілецькі полки, 19-й танковий полк)[5];
- 164-та окрема мотострілецька бригада;
- 11-та окрема танкова бригада;
- 73-тя окрема артилерійська бригада;
- 189-й окремий розвідувальний батальйон;
- 349-й окремий батальйон зв'язку;
- 20-й і 149-й ремонтний батальйони